# تشارلز بروكس (رسام كاريكاتير)
تشارلز بروكس (بالإنجليزية: Charles Brooks)‏ هو رسام كاريكاتير أمريكي، ولد في 22 نوفمبر 1920، وتوفي في 29 سبتمبر 2011.